# لاكيبورت (كاليفورنيا)
لاكيبورت (بالإنجليزية: Lakeport)‏ هي إحدى مدن مقاطعة لاكي، كاليفورنيا. تم إعطاءها لقب مدينة في 30 أبريل، 1888.

## التركيبة السكانية
حدّد مكتب تعداد الولايات المتحدة بيانات التركيبة السكانية للاكيبورت في تعداد الولايات المتحدة. في ما يلي، التركيبة السكانية حسب تعدادي 2000 و2010.

### تعداد عام 2000
بلغ عدد سكان لاكيبورت 4,820 نسمة بحسب تعداد عام 2000، وبلغ عدد الأسر 1,967 أسرة وعدد العائلات 1,234 عائلة مقيمة في المدينة. في حين سجلت الكثافة السكانية 582.1 نسمة لكل كيلومتر مربع (1,507.6/ميل2). وبلغ عدد الوحدات السكنية 2,394 وحدة بمتوسط كثافة قدره 289.1 لكل كيلومتر مربع (748.8/ميل2).
وتوزع التركيب العرقي للمدينة بنسبة 88.71% من البيض و0.75% من الأمريكيين الأفارقة و1.99% من الأمريكيين الأصليين و1.49% من الأمريكيين ذوي الأصول الآسيوية و0.17% من سكان جزر المحيط الهادئ و3.49% من الأعراق الأخرى و3.40% من عرقين مختلطين أو أكثر و11.45% من الهسبانيون أو اللاتينيون من أي عرق.
بلغ عدد الأسر 1,967 أسرة كانت نسبة 32.6% منها لديها أطفال تحت سن الثامنة عشر تعيش معهم، وبلغت نسبة الأزواج القاطنين مع بعضهم البعض 44.7% من أصل المجموع الكلي للأسر، ونسبة 12.6% من الأسر كان لديها معيلات من الإناث دون وجود شريك، بينما كانت نسبة 5.4% من الأسر لديها معيلون من الذكور دون وجود شريكة وكانت نسبة 37.3% من غير العائلات. تألفت نسبة 31% من أصل جميع الأسر من عدة أفراد يعيشون في نفس المنزل ونسبة 16.2% كانت تتألف من شخص يعيش بمفرده يبلغ من العمر 65 عاماً أو أكثر. وبلغ متوسط حجم الأسرة المعيشية 2.36، أما متوسط حجم العائلات فبلغ 2.93.
بلغ العمر الوسطي للسكان 40.8 عاماً. وكانت نسبة 24.3% من القاطنين تحت سن الثامنة عشر، وكانت نسبة 6.9% بين الثامنة عشر والرابعة والعشرين عاماً، ونسبة 24.6% كانت واقعةً في الفئة العمرية ما بين الخامسة والعشرين والرابعة والأربعين عاماً، ونسبة 22.6% كانت ما بين الخامسة والأربعين والرابعة والستين، ونسبة 17.9% كانت ضمن فئة الخامسة والستين عاماً فما فوق. يوجد لكل 100 أنثى 89.8 ذكر، ويوجد لكل 100 أنثى في الثامنة عشر من عمرها فما فوق 88.0 ذكر.
بلغ متوسط دخل الأسرة في المدينة 32,226 دولارًا، أما متوسط دخل العائلة فبلغ 37,900 دولارًا. وكان متوسط دخل الذكور 36,719 دولارًا مقابل 25,089 دولارًا للإناث. وسجل دخل الفرد الخاص بالمدينة 17,215 دولارًا. وكانت نسبة 13.5% من العائلات ونسبة 15.7% من السكان تحت خط الفقر، وكان من هؤلاء نسبة 22.4% تحت سن الثامنة عشر ونسبة 5.6% في الخامسة والستين من العمر وما فوق.

### تعداد عام 2010
بلغ عدد سكان لاكيبورت 4,753 نسمة بحسب تعداد عام 2010، وبلغ عدد الأسر 2,002 أسرة وعدد العائلات 1,173 عائلة مقيمة في المدينة. في حين سجلت الكثافة السكانية 574 نسمة لكل كيلومتر مربع (1,486.7/ميل2). وبلغ عدد الوحدات السكنية 2,395 وحدة بمتوسط كثافة قدره 289.3 لكل كيلومتر مربع (749.3/ميل2).
وتوزع التركيب العرقي للمدينة بنسبة 82.73% من البيض و0.97% من الأمريكيين الأفارقة و3.09% من الأمريكيين الأصليين و2.08% من الأمريكيين ذوي الأصول الآسيوية و0.11% من سكان جزر المحيط الهادئ و7.09% من الأعراق الأخرى و3.93% من عرقين مختلطين أو أكثر و16.81% من الهسبانيون أو اللاتينيون من أي عرق.
بلغ عدد الأسر 2,002 أسرة كانت نسبة 28.1% منها لديها أطفال تحت سن الثامنة عشر تعيش معهم، وبلغت نسبة الأزواج القاطنين مع بعضهم البعض 40.1% من أصل المجموع الكلي للأسر، ونسبة 13% من الأسر كان لديها معيلات من الإناث دون وجود شريك، بينما كانت نسبة 5.5% من الأسر لديها معيلون من الذكور دون وجود شريكة وكانت نسبة 41.4% من غير العائلات. تألفت نسبة 33.2% من أصل جميع الأسر من عدة أفراد يعيشون في نفس المنزل ونسبة 16.4% كانت تتألف من شخص يعيش بمفرده يبلغ من العمر 65 عاماً أو أكثر. وبلغ متوسط حجم الأسرة المعيشية 2.31، أما متوسط حجم العائلات فبلغ 2.93.
بلغ العمر الوسطي للسكان 44.2 عاماً. وكانت نسبة 21.7% من القاطنين تحت سن الثامنة عشر، وكانت نسبة 7.4% بين الثامنة عشر والرابعة والعشرين عاماً، ونسبة 21.7% كانت واقعةً في الفئة العمرية ما بين الخامسة والعشرين والرابعة والأربعين عاماً، ونسبة 29.1% كانت ما بين الخامسة والأربعين والرابعة والستين، ونسبة 20.1% كانت ضمن فئة الخامسة والستين عاماً فما فوق. وتوزع التركيب الجنسي للسكان بنسبة 47.6% ذكور و52.4% إناث.

## المناخ
يظهر الجدول التالي التغييرات المناخية على مدار السنة للاكيبورت:
| البيانات المناخية لـلاكيبورت      | البيانات المناخية لـلاكيبورت | البيانات المناخية لـلاكيبورت | البيانات المناخية لـلاكيبورت | البيانات المناخية لـلاكيبورت | البيانات المناخية لـلاكيبورت | البيانات المناخية لـلاكيبورت | البيانات المناخية لـلاكيبورت | البيانات المناخية لـلاكيبورت | البيانات المناخية لـلاكيبورت | البيانات المناخية لـلاكيبورت | البيانات المناخية لـلاكيبورت | البيانات المناخية لـلاكيبورت | البيانات المناخية لـلاكيبورت |
| الشهر                             | يناير                        | فبراير                       | مارس                         | أبريل                        | مايو                         | يونيو                        | يوليو                        | أغسطس                        | سبتمبر                       | أكتوبر                       | نوفمبر                       | ديسمبر                       | المعدل السنوي                |
| --------------------------------- | ---------------------------- | ---------------------------- | ---------------------------- | ---------------------------- | ---------------------------- | ---------------------------- | ---------------------------- | ---------------------------- | ---------------------------- | ---------------------------- | ---------------------------- | ---------------------------- | ---------------------------- |
| الدرجة القصوى °م (°ف)             | 72 (22)                      | 79 (26)                      | 82 (28)                      | 91 (33)                      | 99 (37)                      | 106 (41)                     | 109 (43)                     | 106 (41)                     | 106 (41)                     | 95 (35)                      | 90 (32)                      | 77 (25)                      | 109 (43)                     |
| متوسط درجة الحرارة الكبرى °م (°ف) | 52 (11)                      | 55 (13)                      | 61 (16)                      | 68 (20)                      | 77 (25)                      | 82 (28)                      | 93 (34)                      | 91 (33)                      | 88 (31)                      | 75 (24)                      | 61 (16)                      | 54 (12)                      | 71 (22)                      |
| المتوسط اليومي °م (°ف)            | 41 (5)                       | 45 (7)                       | 46 (8)                       | 52 (11)                      | 59 (15)                      | 64 (18)                      | 72 (22)                      | 70 (21)                      | 66 (19)                      | 57 (14)                      | 48 (9)                       | 43 (6)                       | 55 (13)                      |
| متوسط درجة الحرارة الصغرى °م (°ف) | 30 (−1)                      | 34 (1)                       | 34 (1)                       | 37 (3)                       | 43 (6)                       | 46 (8)                       | 52 (11)                      | 50 (10)                      | 46 (8)                       | 41 (5)                       | 36 (2)                       | 34 (1)                       | 40 (5)                       |
| أدنى درجة حرارة °م (°ف)           | 14 (−10)                     | 21 (−6)                      | 25 (−4)                      | 28 (−2)                      | 30 (−1)                      | 30 (−1)                      | 34 (1)                       | 36 (2)                       | —                            | 27 (−3)                      | 23 (−5)                      | 18 (−8)                      | 14 (−10)                     |
| الهطول مم (إنش)                   | 5.9 (150)                    | 5.1 (130)                    | 3.5 (90)                     | 1.6 (40)                     | 0.8 (20)                     | 0 (0)                        | 0 (0)                        | 0 (0)                        | 0 (0)                        | 1.2 (30)                     | 2.8 (70)                     | 5.1 (130)                    | 26 (660)                     |
| متوسط تساقط الثلوج سم (إنش)       | 1.4 (3.6)                    | 0.1 (0.25)                   | 0 (0)                        | 0.6 (1.5)                    | 0 (0)                        | 0 (0)                        | 0 (0)                        | 0 (0)                        | 0 (0)                        | 0 (0)                        | 0.4 (1.0)                    | 0 (0)                        | 2.5 (6.4)                    |
| المصدر:                           |                              |                              |                              |                              |                              |                              |                              |                              |                              |                              |                              |                              |                              |

## أعلام
- فيل جوردان
- روني كروز
- كيفن كانتي

## الموقع الجغرافي
الموقع الجغرافي للمناطق المحيطة بهذه النقطة هو كالتالي: